# Кузьмина, Анна Ивановна
Анна Ивановна Кузьмина (3 марта 1933 — 25 ноября 2017) — советская и российская актриса театра и кино, заслуженная артистка РСФСР (1982), народная артистка Республики Саха (2003).

## Биография
Родилась 3 марта 1933 года в Немюгинском наслеге Орджоникидзевского района Якутской АССР. В школьные годы занималась в театральном кружке в школе-интернате № 2 г. Якутска.
В 1955 году окончила якутскую студию Высшего театрального училища имени М. С. Щепкина при Государственном академическом Малом театре СССР .
С 1955 года — актриса Саха академического театра имени П. А. Ойунского.
С 2004 года Анна Кузьмина являлась автором проекта и ведущей цикла телевизионных передач «Умнуллубат сулустар» («Немеркнущие звезды») на НВК «Саха». В 2009 году выпустила книгу воспоминаний о первых артистах Саха театра «Умнуллубат сулустар».
Анна Ивановна прожила яркую творческую жизнь. Прослужила в Саха академическом театре им. П.А. Ойунского 58 лет.
Анна Ивановна обладала благородной внешностью, величавой осанкой, поставленным голосом, ей были присущи роли королев, сильных волевых женщин. Она создавала на высоком художественном уровне образы, начиная от комедийного, порою фарсового, до трагедийного. Играла с большим успехом и в детских спектаклях.
А.И. Кузьмина отличалась богатой сценической техникой. Различные по характеру и возрасту образы, созданные артисткой, отличались яркой, неповторимой сценической характерностью. Ее творческая биография была полна яркими творческими успехами, ее преданность к искусству и трудолюбие достойны подражания. Благодаря своему таланту и упорному труду стала одной из ведущих артисток театра. Ею создано более 150 ролей по произведениям русской, советской, зарубежной классики, якутских драматургов.
Супруг — заслуженный артист РСФСР Михаил Николаевич Гоголев (1929 — 2007 гг.; уроженец 1-го Хаптагайского наслега Мегино-Кангаласского улуса).
Избиралась депутатом Верховного Совета Якутской АССР VIII созыва. Член Высшего Совета старейшин «Ытык сүбэ» Республики Саха.

## Творческая деятельность

#### Театральные роли
- Весна («Снегурочка», А. Островский)
- Клея («Лиса и виноград» (Эзоп) Г. Фигейредо)
- Мать земля («Материнское поле», Ч. Айтматов)
- Леди Макбет («Макбет»)
- Гертруда («Гамлет», В. Шекспир)
- Фекла Ивановна («Женитьба», Н. Гоголь)
- Катерина («Любовь»)
- Агафья («Бүдүрүйбүт көммөт», А. Софронов)
- Бабушка Эухения («Деревья умирают стоя», А. Касон)
- Ивановна («Выходили бабки замуж», Ф. Буляков)
- Ирина («Сааскы кэм», Амма Аччыгыйа)
- Анна («Остров Тайвань» С. Ермолаев — Сиэн Өкөр)
- Понсия («Дом Бернарды Альба», Г. Лорка)
- Бабушка Дуглас («Көмүөл» В. Васильев — Харысхал, режиссёр А. Борисов)

#### Фильмография
- «Мотуо» (режиссёр В. Семёнов)
- «Остров Тайвань» (режиссёр Н. Аржаков)
- «Ыаллыылар» («Соседи», режиссёр Л. Васильева)

## Награды и звания
- Заслуженная артистка Якутской АССР (1965)
- Заслуженная артистка РСФСР (1982)
- Народная артистка Республики Саха (2003)
- Грамоты Верховного Совета ЯАССР и Президента Республики Саха
- Знак отличия «Гражданская доблесть» (2005)
- Лауреат премии «Золотая маска» за выдающийся вклад в развитие театрального искусства (2014)[2]
- Почётный гражданин Хангаласского улуса
- Почётный гражданин Республики Саха (Якутия) (23 сентября 2016) —  за особые заслуги и вклад в развитие театрального искусства, многолетнюю творческую деятельность